# Buna Vestire (pictură de Leonardo da Vinci)
Buna Vestire este o pictură realizată de Leonardo da Vinci în jurul anului 1475, aflată la Galeria Uffizi, Florența. Pentru o lungă perioadă de timp opera i-a fost atribuită lui Domenico Ghirlandaio, până când experții au descoperit că-i aparține lui Leonardo.
Subiectul este tras de la Luca 1.26-39 și descrie îngerul Gavriil, trimis de Dumnezeu pentru a anunța fecioara Maria, că ea va concepe în mod miraculos și va naște un fiu, care va fi numit Isus și care va fi numit "Fiul lui Dumnezeu", a cărui domnie nu se va sfârși niciodată. Subiectul a fost foarte popular pentru opere de artă și a fost descris de mai multe ori în arta Florenței, inclusiv câteva exemple de către pictorul renascentist timpuriu Fra Angelico.

## Descriere
Ingerul ține în mână un crin alb, un simbol al virginității Mariei și al orașului Florența. Se presupune că Leonardo da Vinci a copiat aripile originale ca cele ale unei păsări în zbor, dar de atunci au fost prelungite de un alt artist mai târziu. Când Buna Vestire a venit la Uffizi în 1867, de la mănăstirea Olivetan din San Bartolomeo, lângă Florența, i sa atribuit lui Domenico Ghirlandaio, care, ca și Leonardo, era ucenic în atelierul lui Andrea del Verrocchio. În 1869, Karl Eduard von Liphart, figura centrală a coloniei germane de artă expatriată din Florența, a recunoscut-o ca fiind o lucrare tânără de către da Vinci, una dintre primele atribuții ale unei lucrări care a supraviețuit a tânărului Leonardo.